# Dorthy de Rooij
Dorthy de Rooij (* 21. April 1946 in Nuenen; † 16. Dezember 2002) war eine niederländische Organistin, Komponistin und Musikpädagogin.

## Leben
Dorthy de Rooij wurde mit sechzehn Jahren Organistin an der Orgel der Augustinerkirche des Klosters Marienhage in Eindhoven und blieb dieser Stelle trotz auswärtiger Angebote über vierzig Jahre treu. Sie begann 1964 ihr Orgelstudium bei Albert de Klerk am Konservatorium in Amsterdam. 1969 bestand sie ihr Diplom summa cum laude. 1972 wurde sie mit dem Prix d’Excellence ausgezeichnet. Schon während ihrer Studienzeit interessierte sie sich für die Alte Musik Spaniens, Portugals und Italiens. Sie ging daher zunächst nach Lissabon, wo sie ihre Ausbildung bei Macário Santiago Kastner fortsetzte. 1988 nahm sie auf der 1971/72 von der niederländischen Orgelbaufirma Flentrop restaurierten Orgel der Universitätskapelle von Coimbra Musik alter portugiesischer Meister auf. Neben der iberischen beschäftigte sich de Rooij auch mit französischer Musik des 20. Jahrhunderts. Zu ihren Lehrern gehörte hier Maurice Duruflé (Paris).
De Rooij war eine im In- und Ausland gefragte Konzertorganistin und saß in der Jury verschiedener Wettbewerbe. Sie gab Orgelunterricht an den Konservatorien in Zwolle und Maastricht. Im Dezember 2002 erlag sie einer kurzen, schweren Krankheit und wurde auf dem Friedhof des Augustinerklosters Marienhage in Eindhoven beigesetzt.

## Werke
- Tres glosas sobre Canto Llano
- Toccata, adagio en fuga in C gr.t.
- Toccata settima
- Toccata Quinta
- Tiento lleno del primer tono
- Tiento de medio registro de baxon
- Kyrie aus La Messe
- Choralvorspiel Allein Gott in der Höh' sei Ehr
- Echo fantasie
- Diferencias sobre el canto llano del Caballero
- Canzone francese seconda del nono tuono naturale
- Canzona Quarta

## Diskografie
- Historical Organs in Portugal (1993, 1994, 1999)
- Organ Works of Portuguese Masters (1999)

## Auszeichnungen
Für ihren Einsatz für die portugiesische Musik wurde Dorthy de Rooij mit dem Orden des Infanten Dom Henrique ausgezeichnet (Offizier).